# Soan
Pour les articles homonymes, voir Decroix.
Julien Decroix, dit Soan, né le 4 mai 1981 à Annemasse, est un chanteur français. Il a remporté l'émission Nouvelle Star en 2009.

## Biographie
Julien Decroix quitte ses parents, Marcelle et Victor Decroix, à l'âge de 17 ans, et dès lors voyage beaucoup, en chantant pour gagner sa vie. En 2004, il se forme à l'École de la Chanson d'ACP La Manufacture Chanson.

## Participation àNouvelle Star
À l'âge de vingt-sept ans, il participe aux castings de Paris de la septième édition de la Nouvelle Star car sa carrière musicale selon lui « bat de l'aile ».[réf. nécessaire] Le jury l'accepte pour l'étape suivante, cependant sa prestation n'est pas diffusée.
Sa prestation à la seconde étape est diffusée très brièvement tout comme pour l'étape suivante des trios où il interprète Dis-moi de BB Brunes avec deux autres candidats dont Yoann (qui finira 10e de l'émission). Tous trois manquent leur prestation, de leur avis ainsi que de celui du jury. Soan passe tout de même à l'étape suivante après un ultime repêchage.
Dans l'émission du 31 mars 2009 sur M6, Philippe Manœuvre lui confie en tête-à-tête qu'avec « sa voix fermée et sa mauvaise articulation, il était assez indispensable à l'émission », lui annonçant ainsi sa qualification pour le premier prime parmi les quinze derniers participants.
Au fil des émissions, il remporte une majorité de votes bleus de la part du jury mais recevra cependant un certain nombre de votes rouges vers la fin de l'émission, particulièrement en demi-finale, lors de laquelle aucune de ses trois chansons ne lui apporte quatre votes bleus. Sinclair lui reproche notamment à de multiples reprises sa performance trop axée sur le jeu d'un personnage lorsqu'il chante, et de ne pas assez se concentrer sur sa prestation vocale.
Le 9 juin 2009, il devient la Nouvelle Star 2009 en étant élu par le public face à Leila. Soan est donc un outsider, qui s'est révélé au fil des primes et qui s'est forgé un personnage fort, ce qui a plu au public qui l'a élu.

## Parcours après laNouvelle Star
Il effectue la première partie de Jean Corti le 22 juin 2009 au Théâtre des Bouffes-du-Nord, à Paris, et participe à la tournée Nouvelle Star 2009 avec les quatre autres derniers candidats de la saison du 20 juin au 10 octobre 2009.
Son premier album, Tant pis sort le 27 novembre 2009. Le 9 juin 2010, il est invité à la demi-finale de la Nouvelle Star 2010 pour présenter son album. Il y interprète le titre Séquelles. Soan est invité à l'émission de Laurent Ruquier, On n'est pas couché.
Le 18 janvier 2012, Soan annonce officiellement la sortie de son deuxième album, Sous les yeux de Sophie, hommage à Sophie, son amie décédée. Cet album sort le 26 mars 2012, précédé par une série de sept vidéos diffusées sur YouTube, chacune portant le nom d'une chanson de l'album.
Il contient 14 titres, dont Pour de Bon et Dam Didam, sur lesquels participe Jean Corti, l'ancien accordéoniste de Jacques Brel. Dans le single À tire d'aile, la chanteuse Melissmell participe. La première chanson, S'il y a du monde, contient une apparition de Christian Olivier, chanteur des Têtes Raides. Environ 14 000 exemplaires de l'album sont vendus en 2012.
En juin 2013, Soan annonce la sortie de son troisième album, Sens interdits, pour le mois d'octobre. Son premier single est Me laisse pas seul, en duo avec La Demoiselle inconnue.
En 2015, ayant quitté Sony Music pour rejoindre le label Note A Bene, Soan se lance dans le financement participatif sur KissKissBankBank pour son 4e album et un DVD live. La somme nécessaire est recueillie en moins de 24 heures. Son nouvel album Retourné vivre sortira le 6 mai 2016 et Soan se produira notamment sur la scène de La Cigale le 25 mai 2016.
En août 2016, Soan se lance une nouvelle fois dans le financement participatif sur Ulule pour son 5e album. Ce dernier sort en décembre de la même année, et s'intitule Celui qui aboie. Il est composé de douze morceaux et d'une reprise de Nino Ferrer.
En octobre 2022, il sort son 6e album, Négligé Chic, composé de dix morceaux.

## Engagement politique
Lors de la campagne présidentielle de 2017, il soutient la candidature de Jean-Luc Mélenchon et apparaît dans un des clips de campagne du candidat.

## Discographie

### Albums
| Année | Titre                   | Classements | Classements | Classements | Classements | Ventes |
| Année | Titre                   | FR          | FR TL       | BEL/Fr      | SUI         | Ventes |
| ----- | ----------------------- | ----------- | ----------- | ----------- | ----------- | ------ |
| 2009  | Tant pis                | 52          | 27          | 79          | -           | 35 000 |
| 2012  | Sous les yeux de Sophie | 18          | 23          | 52          | 89          | 20 000 |
| 2013  | Sens interdits          | 31          | 20          | 80          |             | 6 000  |
| 2016  | Retourné vivre          | 34          |             |             |             | 5 000  |
| 2017  | Celui qui aboie         | 80          |             |             |             | 3 000  |
| 2022  | Négligé Chic            |             |             |             |             |        |

### Compilation
| Année | Titre            | Classements | Classements | Classements | Classements | Ventes |
| Année | Titre            | FR          | FR TL       | BEL/Fr      | SUI         | Ventes |
| ----- | ---------------- | ----------- | ----------- | ----------- | ----------- | ------ |
| 2019  | 10 ans de cavale | 45          |             |             |             |        |

### Singles
- Next time (2009)
- Emily (2010)
- Séquelles (2010)
- À Tire D'Aile (2012)
- Me laisse pas seul (2013)
- Il ne se passe rien (2013)
- Colocation (2016)
- Celui qui aboie (2017)
- À l'ancienne (en duo avec Tryo) (2019)

## Récompenses
- 2012 : Vainqueur des Buzz Awards 2012 dans la catégorie meilleur artiste masculin